# 0110

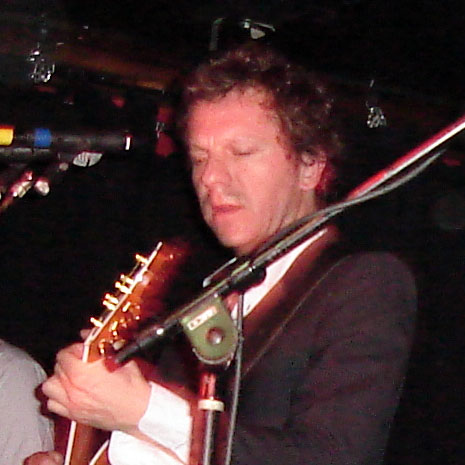
Tom Barman, een van de organisatoren van 0110.

0110 was een gratis populair muziekfestival "voor verdraagzaamheid, tegen racisme, tegen extremisme, tegen zinloos geweld", met concerten die hebben plaatsgevonden in Antwerpen, Brussel, Gent en Charleroi op 1 oktober 2006 (vandaar ook de naam, 01-10). Het werd georganiseerd door Tom Barman, Arno en Frederik Sioen, en een groot aantal Belgische artiesten traden er op: een belangrijk aandeel van de Belgische populaire muziekwereld ondersteunde de concerten, zowel de rock- als de variétéwereld.

## Geschiedenis
De concerten vonden plaats naar aanleiding van de moorden op de zwangere Malinese vrouw Oulematou Niangadou en het tweejarig Belgisch meisje Luna Drowart op 11 mei 2006 in Antwerpen door Hans Van Themsche, de mp3-moord op Joe Van Holsbeeck op 12 april 2006 in het Centraal-Station in Brussel en de doodslag op Guido Demoor op 24 juni 2006 tijdens een busrit in Antwerpen. Oorspronkelijk zou het enkel in Antwerpen plaatsvinden, maar ook Brussel, Gent en Charleroi organiseerden uiteindelijk het festival. De concerten werden gefilmd en live uitgezonden op de Vlaamse muziekzenders JIM en TMF en het Franstalige Plug RTL. Alles werd ook live uitgezonden op de radio: Studio Brussel aan Vlaamse kant, RTBF en RTL in het zuiden van het land.
De concerten kenden een groot populair succes. In totaal woonden ongeveer 100 000 mensen de verschillende concerten bij: 40 000 in Antwerpen, 25 000 in Gent, 23 000 in Brussel en 5000 in Charleroi. Hierbij werd de capaciteit van elke locatie maximaal benut, ook werden de toegangen op de piekmomenten tijdelijk afgesloten voor nieuw publiek.
De concerten werden onder andere gesponsord door de Nationale Loterij, maar ook sympathisanten konden vrijwillige giften doen via sms'jes. Andere muziekfestivals zoals Suikerrock, Dranouter, Pukkelpop, Lokerse Feesten, Marktrock en Crammerock toonden zich solidair met vernoemd initiatief en riepen op tot steun. Ook de verschillende televisiezenders deden hun bijdrage: de openbare omroep levert twee straalverbindingen, mediagroep VMM stelde twee satellietwagens ter beschikking. Studio Brussel posteerde drie radiowagens. Ook de geschreven pers (o.a. De Morgen) steunde het initiatief financieel.

## Deelnemers

### Antwerpen (Gedempte Zuiderdokken 13 u)
- Tom Barman en dEUS
- Clouseau
- Zita Swoon met Axelle Red, Admiral Freebee, Hooverphonic, Yasmine
- Wannes Van de Velde
- Hadise

- Laïs
- Admiral Freebee
- Arsenal
- Think of One
- Fixkes

- Absynthe Minded
- Axelle Red
- Douzi
- Leki

### Brussel (Paleizenplein 15 u)
- Arno
- Daan Stuyven
- Rocco Granata
- De Laatste Showband
- Laïs
- Laura Lynn
- Axelle Red
- Roland
- Plastic Bertrand
- Johan Verminnen
- Philip Cathérine
- Balo
- Ghinzu
- Stijn
- Adamo
- Neeka
- Bunny

- Willem Vermandere
- Jaune Toujours
- Mousta Largo
- Ialma
- Urban Trad
- 'N Faly Kouyate
- Laïla Amezian
- Reggie
- Frank Van der linden De Mens
- A Brand
- Ackro van Starflam
- James Deano
- U-Man
- Manou Gallo
- Monsoon
- Lange Jojo
- Laura Claycomb operazangeres USA

- Willy Willy
- Saule
- Baï Kamara
- La Fille d'Ernest
- Guy Swinnen
- Jan Decorte
- Joy
- Marie en Jean-Louis Deaulne
- Patrick Riguelle
- Rey Cabrera
- Think of One: David Bové
- Two Man Sound & Wallace Collection
- Mousta Largo
- Viktor Lazlo
- Dani Klein
- Jean-Marie Aerts

### Charleroi (Spiroudôme)
- Salvatore Adamo
- Sttellla
- William Dunker
- Jeff Bodart

- Priba 2000
- Saule Et Les Pleureurs
- Ete 67
- Jeronimo

- Girls in Hawaii
- Hollywood Pornstars
- Studio Pagol
- Eté 67

### Gent (Sint-Pietersstation 15u)
- Abdelli
- Dirk Blanchart
- Hadise
- Helmut Lotti
- 't Hof van Commerce
- Sioen
- Luc De Vos (Gorki) met Isabelle A
- Monza
- Will Tura

- X!NK met Nicolas Van der Veken
- Roland
- Kris De Bruyne
- Pieter-Jan De Smet
- Steven De Bruyn
- Kamagurka
- Gunther Lamoot
- Wouter Deprez
- Thé Lau

- Arid met actrice Maaike Cafmeyer
- "Living Roots" met:
  - Kommil Foo
  - Ruben Block (Triggerfinger)
  - Jan De Campenaere (Venus In Flames)
  - Djamel
  - Gert Bettens
  - Bert Ostyn (Absynthe Minded)

## Uitbreiding initiatief naar schrijvers en plastische kunstenaars

### Mute
Een aantal Antwerpse kunstenaars zetten in navolging van de concerten samen "Mute" op, een expositie nabij de plek waar op 11 mei 2006 een doorgedraaide jongeman aanslagen pleegde. Dit op aansturen van Wim Waumans, een familielid van de ouders van het vermoorde tweejarige meisje Luna. De tentoonstelling is sterk organisch gegroeid. De door hem benaderde kunstenaars engageerden zich spontaan. In de twee weken die voorafgingen aan de gemeenteraadsverkiezingen stelden de volgende kunstenaars hun werk tentoon: Fred Bervoets, Guillame Bijl, Vincent Geyskens, Guy Rombouts, Luc Tuymans, Kris Fierens, Michaël Borremans, Anne-Mie Van Kerckhoven, Dirk Braeckman, Joris Ghekiere, Walter Swennen, beeldhouwer Philip Aguirre, Mohand El Gholabzouri en Wim Delvoye. In totaal werken er zo'n 23 kunstenaars mee. De titel Mute verwijst naar de verstomming die bij iedereen ontstond na de gruwelijke feiten.
Van de meeste geciteerde kunstenaars waren sterke beelden aanwezig, meestal onder de vorm van nieuw werk en een performance.
- Luc Tuymans maakte een efemeer werk dat na de tentoonstelling verdwijnt. Op een wand heeft hij met stoepkrijt het schilderij Hart uit 1986 opnieuw gemaakt. Als inspiratie diende een ervaring van het zien van een hart in een winkel gemaakt van paars gekleurde twijgen: de liefde die omslaat in rouw
- Van Vincent Geyskens, het werk Koro, dat als affiche van de tentoonstelling gaat fungeren
- Van Fred Bervoets, het werk Liefde aan de Schelde
- Van Erik Braeckman, een intimistische foto van een vrouw die een tongkus geeft
- Van Joris Ghekiere, een collage
- Van Walter Swennen, een assemblage
- Van Philip Aquirre, een herwerkte versie van een eerder werk
- Van Guillaume Bijl, een in ironie gedrenkt werk, voorstellende een micro, waarin de vermoorde Amerikaanse dominee Martin Luther King in 1963 zijn beroemde rede I Have a Dream uitsprak
- Wim Delvoye zorgde ten slotte voor de luchtige noot met de Liefdesbrief van Mohammed aan Caroline, een werk in aardappelschillen dat hij bedacht om de vergaderingen van het Brusselse Parlement een artistiek tintje te geven.

De expositie ging door in een leegstaande ruimte aan de Hofstraat 1 en 2, achter de Grote Markt, niet ver van de plek waar de gruwelijke feiten zich voordeden. Tuymans was samen met Tom Barman zowat het gezicht van de 0110-acties.

### Berichten aan de bevolking
Op aansturen van een aantal boekhandels (De Groene Waterman, Het Beschrijf, Walry) en auteurs (Piet Joostens en Kamiel Vanhole), kwam er ook een literaire manifestatie onder de naam "Berichten aan de bevolking". Tal van schrijvers, onder meer Hugo Claus, Josse De Pauw, Stefan Hertmans, Herman Brusselmans, Geert van Istendael, Annelies Verbeke, Kristien Hemmerechts en Anne Provoost verleenden er hun medewerking aan.

### Sirene
Op donderdag 5 oktober kwam er nog een culturele afsluiter van 0110, genaamd "Sirene": op initiatief van Luc Tuymans loeide om 15 uur in honderd Belgische musea, kunstencentra en kunstacademies het brandalarm. De kunstenaars, curatoren, ambtenaren, docenten en leerkrachten, studenten, bezoekers en toeschouwers kwamen vijftien minuten lang op straat. Ook dit was als signaal bedoeld voor verdraagzaamheid en tegen racisme en extremisme. Tot de instellingen die aan de actie hebben deelgenomen, behoren het MuHKA in Antwerpen, het SMAK in Gent, het PMMK in Oostende, BOZAR in Brussel en een twintigtal onderwijsinstellingen.

## Steunende organisaties
- Nationale Loterij
- Artsen Zonder Grenzen België (de algemeen directeur Gorik Ooms ervaart de commotie rond 0110 als een poging om onze samenleving het zwijgen op te leggen)
- FNAC
- P&V
- Ello Mobile
- MSN

Niet iedereen heeft begrip voor het feit dat een naamloze vennootschap van publiek recht zoals de Nationale Loterij dit - volgens velen politiek geïnspireerd - initiatief met belastinggeld steunt. Zo reageerde senator Coveliers op 17 juni 2006 met een open brief aan gedelegeerd bestuurder Joseph-Emile Vandenbosch.

### Boek
In 2008 verscheen bij Uitgeverij Houtekiet de misdaadroman 0110 van Bart Van Lierde. Het uitgangspunt is dat er een aanslag plaatsvindt tijdens de 0110-actie. De vraag is welke politieke partij hiermee zijn voordeel wil doen: het Vlaams Belang dat ervan overtuigd is dat de actie bedoeld is om de uitslag van de gemeenteraadsverkiezingen te beïnvloeden; of de andere partijen, die hopen dat het Vlaamse Belang de schuld zal krijgen, zodat de verkiezingsuitslag effectief in hun voordeel zal uitvallen.